# Lijst van voetbalinterlands Burundi - Sierra Leone
Deze lijst van voetbalinterlands is een overzicht van alle officiële voetbalwedstrijden tussen de nationale teams van Burundi en Sierra Leone. De landen hebben tot op heden twee keer tegen elkaar gespeeld. De eerste ontmoeting was een kwalificatiewedstrijd voor het Wereldkampioenschap voetbal 1998 in Bujumbura op 2 juni 1996. Het laatste duel, de  returnwedstrijd in dezelfde kwalificatiereeks, werd gespeeld op 16 juni 1996 in Freetown.

## Wedstrijden
| № | Plaats    | Datum        | Competitie           | Wedstrijd              | Uitslag |
| - | --------- | ------------ | -------------------- | ---------------------- | ------- |
| 1 | Bujumbura | 2 juni 1996  | WK 1998 kwalificatie | Burundi − Sierra Leone | 1 − 0   |
| 2 | Freetown  | 16 juni 1996 | WK 1998 kwalificatie | Sierra Leone − Burundi | 0 − 1   |

## Samenvatting
| Competitie      | Totaal gespeeld | Winst Burundi | Gelijk | Winst Sierra Leone | Doelsaldo Burundi – Sierra Leone |
| --------------- | --------------- | ------------- | ------ | ------------------ | -------------------------------- |
| WK-kwalificatie | 2               | 2             | 0      | 0                  | 2 − 0                            |
| Totaal          | 2               | 2             | 0      | 0                  | 2 − 0                            |

Wedstrijden bepaald door strafschoppen worden, in lijn met de FIFA, als een gelijkspel gerekend.
FFB · Burundees vrouwenelftal · Olympisch elftal
Interlands
Tegenstander:
Algerije ·
Angola ·
Bahrein ·
Bangladesh ·
Benin ·
Botswana ·
Burkina Faso ·
Centraal-Afrikaanse Republiek ·
Comoren ·
Congo-Brazzaville ·
Congo-Kinshasa ·
Djibouti ·
Egypte ·
Eritrea ·
Ethiopië ·
Gabon ·
Gambia ·
Ghana ·
Guinee ·
Indonesië ·
Ivoorkust ·
Kameroen ·
Kenia ·
Lesotho ·
Liberia ·
Madagaskar ·
Malawi ·
Mali ·
Marokko ·
Mauritanië ·
Mauritius ·
Myanmar ·
Namibië ·
Niger ·
Nigeria ·
Oeganda ·
Palestina ·
Rwanda ·
Senegal ·
Seychellen ·
Sierra Leone ·
Soedan ·
Somalië ·
Tanzania ·
Tunesië ·
Zambia ·
Zimbabwe ·
Zuid-Afrika ·
Zuid-Soedan
SLFA · 
A-internationals · 
Sierra Leoons vrouwenelftal
1966 – 1979 · 
1980 – 1989 · 
1990 – 1999 · 
2000 – 2009 · 
2010 – 2019 ·
2020 − 2029
Algerije ·
Angola ·
Benin ·
Burkina Faso ·
Burundi ·
China ·
Comoren ·
Congo-Brazzaville ·
Congo-Kinshasa ·
Djibouti ·
Egypte ·
Equatoriaal-Guinea ·
Ethiopië ·
Gabon ·
Gambia ·
Ghana ·
Guinee ·
Guinee-Bissau ·
Irak ·
Iran ·
Ivoorkust ·
Jordanië ·
Kaapverdië ·
Kameroen ·
Kenia ·
Lesotho ·
Liberia ·
Malawi ·
Mali ·
Marokko ·
Mauritanië ·
Niger ·
Nigeria ·
Sao Tomé en Principe ·
Senegal ·
Seychellen ·
Soedan ·
Somalië ·
Swaziland ·
Togo ·
Tsjaad ·
Tunesië ·
Zambia ·
Zuid-Afrika